# Makinoaceae
Makinoaceae es una familia de hepáticas del orden Fossombroniales. Su único género Makinoa, es monotípico y su única especie: Makinoa crispata es originaria de Japón.
El género Verdoornia estuvo anteriormente incluido en esta familia, pero ha sido transferido a la familia Aneuraceae sobre la base de recientes análisis de secuencias genéticas.

## Taxonomía
Makinoa crispata fue descrita por (Stephani) Miyake y publicado en Botanical Magazine 13: 21. 1899.
Sinonimia
- Pellia crispata Stephani